# Heinrich Zeppenfeld

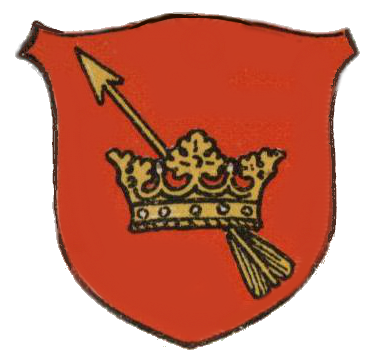
Släkten Zeppenfeldts vapensköld av genealogen och heraldikern Adolf Matthias Hildebrandt ur Genealogisches Handbuch bürgerlicher Familien Band 97 1889.

Heinrich Zeppenfeld eller Zeppenfeldt, född omkring 1540 i Westfalen, död Ramsberg, Västmanland 1615, var en tysk bergsman och medgrundare av Ramsbergs församling 1589. 

## Biografi
Under första hälften av 1500-talet värvade kung Gustav Vasa erfarna tyska bergsmän och hammarsmeder för att få igång järnhanteringen och bättra upp rikets finanser. Familjen Zeppenfeldt inkom tillsammans med den av Vasa införskrivne tyske bergsmannen och hammarsmeden Ambrosius Marcusson Keyser och bosatte sig i Ramsbergs bergslag i nuvarande Lindesbergs kommun omkring 1547. Familjen som anses vara medgrundare till Ramshyttan inledde tackjärnstillverkning på orten. Heinrich Zeppenfeldt nämns i Ramshyttans skattelängd 1571 som Henrik Zepenfeldt och i Berghistoriska samlingar och anteckningar 1768 av bergsvetenskapsmannen, genealogen och friherre Daniel Tilas som Henrik Sepenfelt. Han uppges vara bland de förmögnaste i 1571 års skattelängd över Ramshyttan och finns upptagen i 1574 års restlängd såsom delägare i dåvarande Övre hammaren vid Ramshyttan. Heinrich Zeppenfeldt hade minst två söner och en dotter som överlevde honom: Didrik Hindersson, Markus Hindersson och Margareta Hindersdotter. Båda dessa söner upptas i 1624 års jordböcker som ägare av var sitt bergsmanshemman och under följande års skattelängder såsom ägare till egna stångjärnshammare. Släkten Zeppenfeldt kom att bli en av de verkligt inflytelserika bergsmansfamiljerna i Ramsberg, från den första bosättningen omkring 1550 och fram till mitten av 1800-talet. Släkten fortlever alltjämt i Sverige fastän släktmedlemmarna har olika senare upptagna släktnamn. Ett par av dessa släktnamn är Wikingskiöld och Wretholm.

### Sentida personer av släkten
- Welam Johansson Zeppenfeldt (1620–1687), bergsman, riksdagsman, häradsdomare och kronolänsman
  - Welam Larsson Zeppenfeldt (1679–1750), bergsman, riksdagsman och kyrkans sexman
    - Lars Larsson Zeppenfeldt (1748-1817), bergsman, bergsnämndeman i Bergstingsrätten och kyrkans sexman